# هامازاسپ باباجانیان
هامازاسپ خاچاطوری باباجانیان (ارمنی: Համազասպ Խաչատուրի Բաբաջանյան؛ ۵ فوریهٔ ۱۹۰۶ – ۱ نوامبر ۱۹۷۷) یک فرمانده نظامی ارمنی‌تبار شوروی، کهنه‌سرباز جنگ جهانی دوم و مارشال نیروهای زرهی اتحاد شوروی بود.

## زندگی‌نامه
وی در ۱۸ فوریهٔ [سبک قدیمی: ۵ فوریهٔ] ۱۹۰۶ در چاراخلو به دنیا آمد . وی در ۱ نوامبر ۱۹۷۷ در سن ۷۱ سالگی در مسکو درگذشت و در آرامگاه دیوار کرملین گورستان نووودویچی به خاک سپرده شد.

## جوایز و افتخارات
وی همچنین برنده جوایزی همچون نشان لنین، درجه پرچم سرخ، و قهرمان اتحاد شوروی شده است.

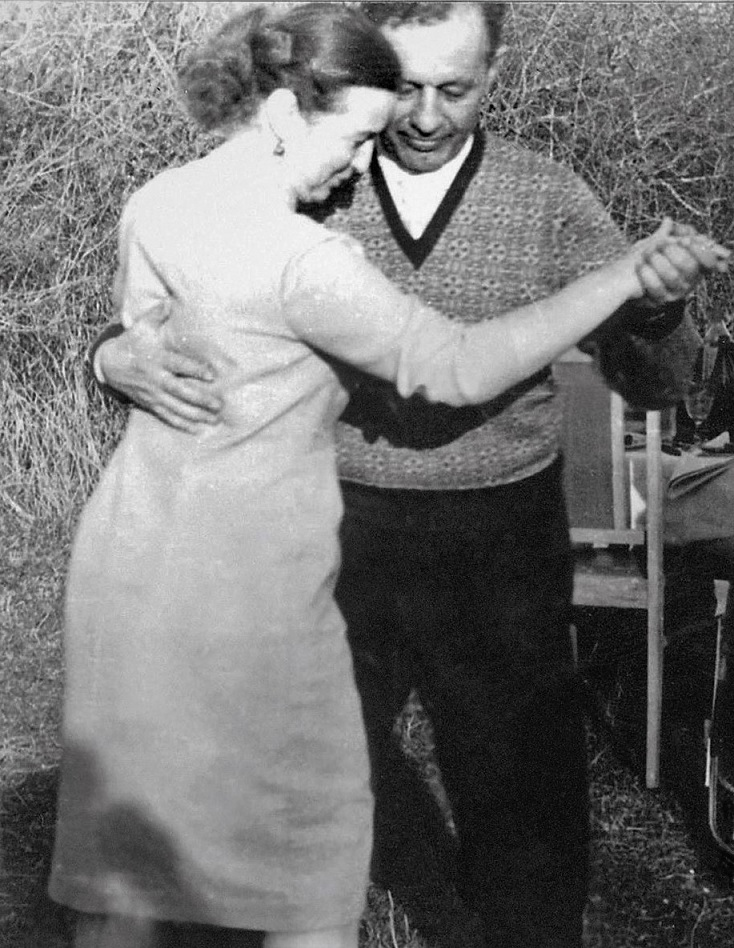
در حال رقص با همسرش آرگون آرشاکی یگانیان (۱۹۱۱–۱۹۸۵)

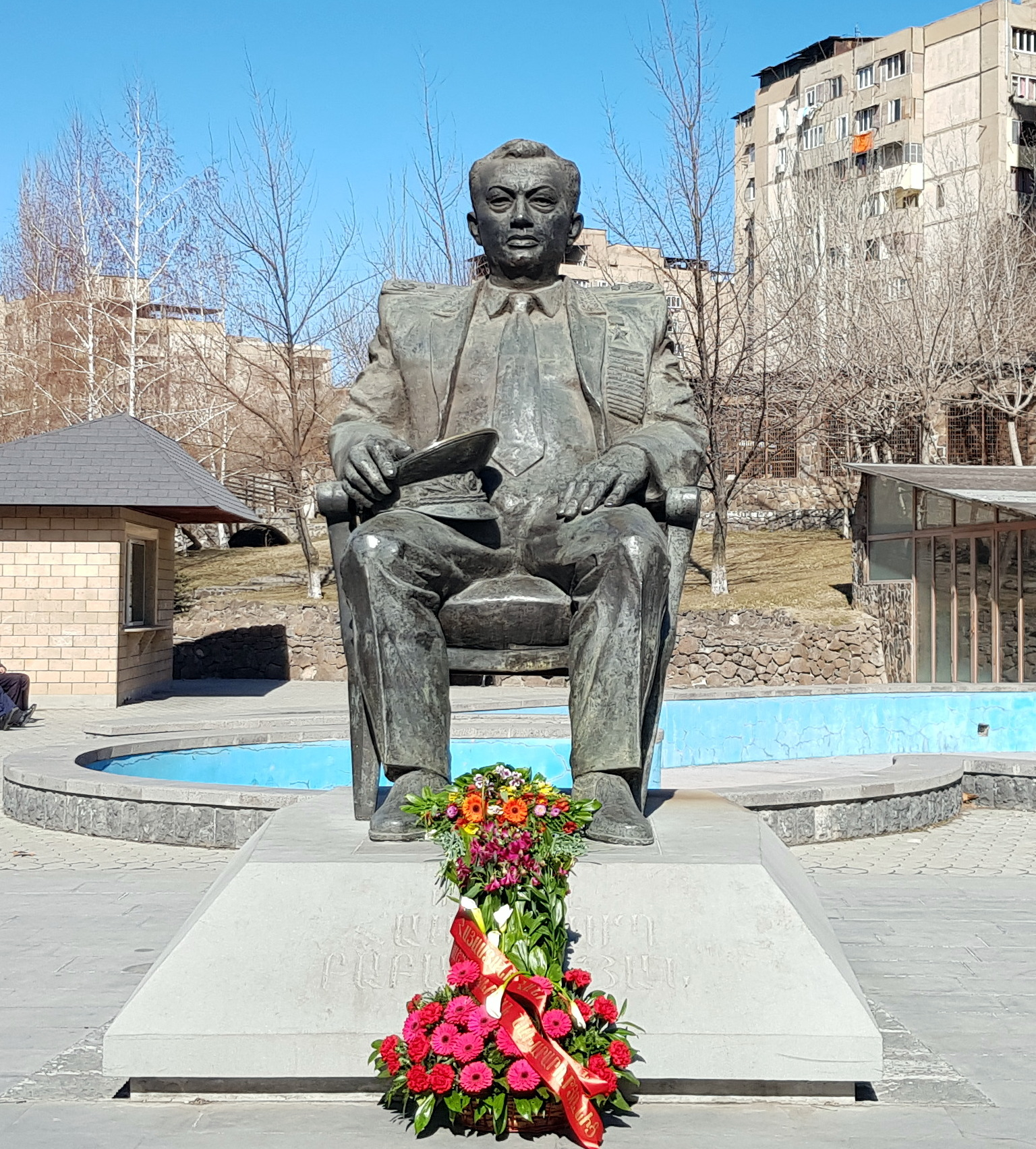
Statue honoring Marshal Babadzhanian in ناحیه آوان of ایروان

اتحاد جماهیر شوروی سوسیالیستی
|  | قهرمان اتحاد شوروی (شماره ۲۰۷۷–۲۶ آوریل ۱۹۴۴)                                                             |
|  | Four نشان لنین (شماره ۱۳۵۷۹–۲۶ آوریل ۱۹۴۴, ۱۵ نوامبر ۱۹۵۰, ۱۷ فوریه ۱۹۶۶, ۱۵ سپتامبر ۱۹۷۶)                |
|  | نشان انقلاب اکتبر (۴ مه ۱۹۷۲)                                                                             |
|  | نشان پرچم سرخ، چهار بار (۱۷ فوریه ۱۹۴۲, ۱۳ ژوئن ۱۹۴۳, ۱۱ ژوئن ۱۹۴۵, ۳۰ دسامبر ۱۹۵۶)                       |
|  | نشان سوورف، درجه یکم (۲۹ مه ۱۹۴۵)                                                                         |
|  | نشان سوورف، درجه دوم (۶ آوریل ۱۹۴۵)                                                                       |
|  | نشان کوتوزوف، درجه یکم (۱۸ دسامبر ۱۹۵۶)                                                                   |
|  | نشان جنگ میهنی، درجه یکم (۱ مارس ۱۹۴۴)                                                                    |
|  | نشان ستاره سرخ، twice (24 ژوئن ۱۹۴۳, ۳ نوامبر ۱۹۴۴)                                                       |
|  | en:Order "For Service to the Homeland in the Armed Forces of the USSR", درجه سوم (۱۹۷۵)                   |
|  | مدال دفاع از مسکو (۱۹۴۴)                                                                                  |
|  | مدال آزادسازی ورشو (۱۹۴۵)                                                                                 |
|  | مدال تسخیر برلین (۱۹۴۵)                                                                                   |
|  | مدال «برای پیروزی بر آلمان در جنگ بزرگ میهنی ۱۹۴۱-۱۹۴۵» (۱۹۴۵)                                            |
|  | en:Jubilee Medal "Twenty Years of Victory in the Great Patriotic War 1941-1945" (۱۹۶۵)                    |
|  | en:Jubilee Medal "Thirty Years of Victory in the Great Patriotic War 1941–1945" (۱۹۷۵)                    |
|  | en:Jubilee Medal "In Commemoration of the 100th Anniversary of the Birth of Vladimir Ilyich Lenin" (۱۹۶۹) |
|  | en:Jubilee Medal "30 Years of the Soviet Army and Navy" (۱۹۴۸)                                            |
|  | en:Jubilee Medal "40 Years of the Armed Forces of the USSR" (۱۹۵۸)                                        |
|  | en:Jubilee Medal "50 Years of the Armed Forces of the USSR" (۱۹۶۸)                                        |
|  | en:Medal "Veteran of the Armed Forces of the USSR" (۱۹۷۶)                                                 |
|  | en:Medal "For the Development of Virgin Lands" (۱۹۵۶)                                                     |

- Wound stripe

خارجی
|  | en:Order of 9 September 1944, درجه یکم (بلغارستان)                    |
|  | Medal “For Strengthening Friendship in Arms”, Golden class (چکسلواکی) |
|  | ویرتوتی میلیتاری، درجه چهارم (لهستان)                                 |
|  | نشان افتخار تولد لهستان، درجه چهارم (لهستان)                          |
|  | نشان صلیب گرونوالد، درجه سوم (لهستان)                                 |
|  | Brotherhood of Arms Medal (لهستان)                                    |
|  | en:Medal "For Oder, Neisse and the Baltic" (لهستان)                   |
|  | Order of the Red Banner (مغولستان)                                    |
|  | Medal "30 Years of the Victory in Khalkhin-Gol" (مغولستان)            |
|  | Medal "40 Years of the Victory in Khalkhin-Gol" (مغولستان)            |
|  | en:Medal "50 Years of the Mongolian People's Revolution" (مغولستان)   |
|  | Medal "30 Years of Victory over Militaristic Japan" (مغولستان)        |
|  | Medal "50 Years of the Mongolian People's Army" (مغولستان)            |

شهروند افتخاری
- یلنیا، روسیه (۱۹۷۰)
- Zalishchyky, اوکراین
- گدنیا، لهستان (۱۹۷۲–۲۰۰۴).[note ۱][۱]